# Півострів Замбоанга
Півострів Замбоанга (чавак.: Peninsula de Zamboanga; себ.: Peninsula sa Zamboanga) — адміністративний регіон на Філіппінах, також позначається як Регіон IX. Регіон складається з трьох провінцій (Північна Замбоанга, Південна Замбоанга і Замбоанга-Сібугай) та двох незалежних міст (Ізабела-Сіті і Замбоанга-Сіті).
До 19 вересня 2001 року цей регіон був відомий як Західний Мінданао. Місто Пагадіан є регіональним центром.
Регіон розташований на однойменному півострові Замбоанга на острові Мінданао. Вздовж берегів півострова розташовані численні бухти та острови. Півострів з'єднується з іншою частиною Мінданао через перешийок між затоками Пангуіл та Пагадіан. Межею між півостровом та рештою острова Мінданао слугує кордон між провінціями Південна Замбоанга та Північне Ланао.

## Адміністративний поділ
Регіон адміністративно поділяється на 3 провінції, 2 незалежних міста, 67 муніципалітетів і 1 904 баранґаї.
| Провінція або місто | Провінція або місто | Столиця  | Населення (2015) | Населення (2015) | Площа     | Площа    | Густота | Густота   | Міста | Муніц. | Баранґаї |
| |                     |          |                  |                  | км2       | кв. милі | /км2    | /кв. милю |       |        |          |
| --- | ------------------- | -------- | ---------------- | ---------------- | --------- | -------- | ------- | --------- | ----- | ------ | -------- |
| Північна Замбоанга | Північна Замбоанга  | Діполог  | 27,9%            | 1 011 393        | 7,301.00  | 2,818.93 | 140     | 360       | 2     | 25     | 691      |
| Південна Замбоанга | Південна Замбоанга  | Пагадіан | 27,8%            | 1 010 674        | 4,499.50  | 1,737.27 | 220     | 570       | 1     | 26     | 681      |
| Замбоанга-Сібугай | Замбоанга-Сібугай   | Іпіль    | 17,4%            | 633 129          | 3,607.80  | 1,392.98 | 180     | 470       | 0     | 16     | 389      |
| Замбоанга | †                   | —        | 23,7%            | 861 799          | 1,414.70  | 546.22   | 610     | 1600      | -     | -      | 98       |
| Ісабела | ‡                   | —        | 3,1%             | 112 788          | 233.73    | 90.24    | 480     | 1200      | -     | -      | 45       |
| Всього | Всього              | Всього   | Всього           | 3,629,783        | 17,056.73 | 6 585,64 | 210     | 540       | 5     | 67     | 1,904    |
| - † Замбоанга є високоурбанізованим містом; не входить до складу провінції Південна Замбоанга. - ‡ Адміністративно підпорядковується уряду регіону. |                     |          |                  |                  |           |          |         |           |       |        |          |

## Економіка
Сільське господарство і рибальство є основними видами економічної діяльності регіону. Тут також вирощують рис та кукурудзу, переробляють ягоди кави, займаються переробкою нафти та виробництвом латексу. У регіоні зосереджені великі запаси деревини, які раніше використовувалася для експорту колод, пиломатеріалів, шпону і фанери. Широко розповсюджене промислове рибальство, а також ферми для розведення риби.
Корисні копалини включають золото, хроміти, вугілля, залізо, свинець і марганець, також діоксид кремнію, сіль, мармур, кварцовий пісок і гравій.